# Passalus pugionifer
Passalus pugionifer (лат.) — вид сахарных жуков рода Passalus из семейства пассалиды (Passalidae). Неотропика (Боливия, Перу). Длина более 2 см (24 мм). Отличается следующими признаками: центральный бугорок широко выходит за передний край головы, сливается с медианной частью головы почти до переднего края. Вторичные медиально-фронтальные бугорки отсутствуют или рудиментарны (группа «Petrejus»); гипостомальный отросток без матовой бороздки над вершиной (подрод Passalus). Максилла с лациниями, двузубчатыми в апикальной трети. Медиобазальный участок ментума выступающий. Простернеллум ромбовидный.